# 1722
Il 1722 (MDCCXXII in numeri romani) è un anno  del XVIII secolo.

## Eventi

### Gennaio
- 3 gennaio – Regno di Napoli: Al Teatro dei Fiorentini di Napoli, debutta Li zite 'ngalera, commedia per musica di Leonardo Vinci su libretto di Bernardo Saddumene
- 12 gennaio – Impero Russo: Un procuratore generale, Pavel Ivanovič Jagužinskij, assume la guida del Senato e il ruolo di Primo Ministro.
- 24 gennaio – Impero Russo:
  - Pietro il Grande impone la Tavola dei ranghi, che determina il grado di dignità nella nobiltà mediante la gerarchia delle funzioni (14 gradi di cui i primi 8 conferiscono nobiltà ereditaria).  In cambio del servizio obbligatorio (7 anni nell'esercito, 10 anni nei lavori civili, 15 nel commercio o nell'industria), fece grandi concessioni ai nobili, che subentrarono nell'amministrazione locale (fisco, polizia, reclutamento)
  - Le scuole sono aperte
  - La servitù della gleba è diffusa e aggravata
  - La grande proprietà sta progredendo e la piccola proprietà tende a scomparire
  - La popolazione urbana è divisa in tre corporazioni, ciascuna con rappresentanti al magistrato (consiglio comunale)

### Febbraio
- 22 febbraio – Regno Unito: Al King's Theatre di Londra debutta il Griselda, opera seria di Giovanni Bononcini su libretto di Paolo Antonio Rolli.

### Marzo
- 8 marzo – Impero Safavide (Persia): Gli afgani sunniti in rivolta schiacciano l'esercito safavide a Gulnabad , quindi assediano la capitale Isfahan (fine 23 ottobre).

### Aprile
- 5 aprile – Jakob Roggeveen sbarca sull'Isola di Pasqua.

### Luglio
- Luglio – Inizio della Guerra Russo-Persiana, scatenata dal tentativo dello zar di espandere l'influenza russa nelle regioni del Caspio e della Transcaucasia, in maniera tale da impedire al suo rivale, l'impero ottomano, conquiste territoriali ai danni dei Safavidi, ormai in declino.

### Agosto
- 12 agosto – Regno di Sardegna: Vittorio Amedeo II di Savoia sposa segretamente, in seconde nozze, Anna Canalis, contessa di Cumiana.

### Ottobre
- 5 ottobre – Matrimonio tra Carlo di Wittelsbach e Maria Amalia d'Asburgo.

### Novembre
- 21 novembre – Apparizione della Madre SS. del Lume a Palermo, nella Chiesa di San Stanislao Kostka al Noviziato (Accanto al Tribunale di Palermo). La Vergine apparve alla Principessa di Favara. Da allora il culto si diffuse in tutto il mondo.

## Musica
- Johann Sebastian Bach compone il primo libro de Il clavicembalo ben temperato.
- Prima de L'impatience di Jean-Philippe Rameau.
- Prima della Bajazette e del Tamerlano di Leonardo Leo.
- Pubblicazione de Traité de l'harmonie réduite à ses principes naturels di Jean-Philippe Rameau.

## Politica
- Leopoldo di Lorena diventa Duca di Teschen.

## Architettura
- Inizia la costruzione del Collegio dei dodici a San Pietroburgo, commissionata da Pietro il Grande all'architetto Domenico Trezzini.
- Riprendono i lavori di costruzione del Palazzo del Quirinale a Roma, affidati ad Alessandro Specchi da papa Innocenzo XIII.

## Nati

### Gennaio
- 1º gennaio - Pierre-Etienne Moitte, pittore e incisore francese († 1780)
- 1º gennaio - Carlo di Monaco, principe e militare monegasco († 1749)
- 3 gennaio - Fredric Hasselquist, naturalista svedese († 1752)
- 5 gennaio - Caspar Anton von Belderbusch, nobile e politico tedesco († 1784)
- 6 gennaio - Andrea Gioannetti, cardinale e arcivescovo cattolico italiano († 1800)
- 10 gennaio - Andreas von Riaucour, nobile, politico e diplomatico tedesco († 1794)
- 11 gennaio - Filiberto Pascale, vescovo cattolico italiano († 1788)
- 12 gennaio - Nicolas Luckner, generale francese († 1794)
- 13 gennaio - Charles Walmesley, vescovo cattolico britannico († 1797)
- 15 gennaio - Nicolò Erizzo, politico e diplomatico italiano († 1806)
- 19 gennaio - Catherine Read, pittrice scozzese († 1778)
- 27 gennaio - Benedict Swingate Calvert, politico statunitense († 1788)
- 29 gennaio - Luisa Amalia di Brunswick-Wolfenbüttel, principessa tedesca († 1780)

### Febbraio
- 3 febbraio - Luisa Federica di Württemberg, duchessa († 1791)
- 4 febbraio - Antonio Greppi, diplomatico e banchiere italiano († 1799)
- 5 febbraio - Romoaldo Guidi, cardinale italiano († 1780)
- 6 febbraio - Regina Mingotti, italiana († 1808)
- 13 febbraio - François Guillaume Clairain des Lauriers, ingegnere francese († 1780)
- 24 febbraio - John Burgoyne, militare, politico e drammaturgo britannico († 1792)

### Marzo
- 6 marzo - Johann Christian Brand, pittore e incisore austriaco († 1795)
- 18 marzo - Zachar Grigor'evič Černyšëv, ufficiale russo († 1784)
- 18 marzo - Enrico XI di Reuss-Greiz, principe († 1800)
- 25 marzo - Francesco Cerlone, librettista e drammaturgo italiano

### Aprile
- 8 aprile - Caroline FitzRoy, nobildonna inglese († 1784)
- 11 aprile - Domenico Troili, abate e naturalista italiano († 1793)
- 12 aprile - Pietro Nardini, compositore e violinista italiano († 1793)
- 19 aprile - Clemente Francesco di Baviera, principe tedesco († 1770)
- 26 aprile - George Coventry, VI conte di Coventry, politico inglese († 1809)
- 29 aprile - Francesco Carafa della Spina di Traetto, cardinale e arcivescovo cattolico italiano († 1818)

### Maggio
- 11 maggio - Juan Aldovera, attore teatrale spagnolo († 1804)
- 26 maggio - Washington Shirley, V conte Ferrers, ammiraglio britannico († 1778)
- 28 maggio - Hugh Pigot, ammiraglio britannico († 1792)
- 29 maggio - James FitzGerald, I duca di Leinster, politico e ufficiale irlandese († 1773)

### Giugno
- 4 giugno - Michele Continisio, poeta, storico e vescovo cattolico italiano († 1810)
- 7 giugno - George Paulet, XII marchese di Winchester, nobile inglese († 1800)
- 10 giugno - Sebastián de Albero, clavicembalista e organista spagnolo († 1756)
- 19 giugno - George Gordon, III conte di Aberdeen, nobile scozzese († 1801)
- 22 giugno - Maria Anna del Palatinato-Sulzbach, nobile tedesca († 1790)
- 23 giugno - Juan Ramos de Lora, missionario, docente e vescovo cattolico spagnolo († 1790)
- 30 giugno - Jiří Antonín Benda, compositore ceco († 1795)

### Luglio
- 1º luglio - Vasilij Michajlovič Dolgorukov, generale russo († 1782)
- 1º luglio - Pierluigi Galletti, vescovo cattolico e archeologo italiano († 1790)
- 11 luglio - Giorgio Guglielmo d'Assia-Darmstadt, principe tedesco († 1782)
- 16 luglio - Joseph Wilton, scultore e docente inglese († 1803)

### Agosto
- 1º agosto - Anne Marie Louise de La Tour d'Auvergne, nobile francese († 1739)
- 6 agosto - Jean-Baptiste Miroudot du Bourg, vescovo cattolico francese († 1798)
- 9 agosto - Augusto Guglielmo di Prussia, generale prussiano († 1758)
- 9 agosto - Jacques-Louis de Pourtalès, banchiere svizzero († 1814)
- 11 agosto - Richard Brocklesby, medico britannico († 1797)
- 12 agosto - Giuseppe Baldrighi, pittore italiano († 1803)
- 14 agosto - Thomas Dyke Acland, VII baronetto, politico inglese († 1785)
- 22 agosto - Isaac Alexander, scrittore tedesco († 1802)
- 22 agosto - Constantine Phipps, I barone Mulgrave, nobile irlandese († 1775)
- 26 agosto - Francesco di Borbone-Busset, generale francese († 1793)

### Settembre
- 5 settembre - Federico Cristiano di Sassonia, nobile († 1763)
- 6 settembre - Cristiano IV del Palatinato-Zweibrücken, duca tedesco († 1775)
- 10 settembre - Paul Chevallier, teologo olandese († 1796)
- 11 settembre - Karl Gotthelf von Hund, nobile tedesco († 1776)
- 13 settembre - François Joseph Paul de Grasse, ammiraglio francese († 1788)
- 16 settembre - Fermín Francisco de Carvajal-Vargas, ufficiale e politico spagnolo († 1797)
- 21 settembre - Gerolamo Dandolfi, vescovo cattolico italiano († 1789)
- 21 settembre - Gisella Agnese di Anhalt-Köthen, principessa († 1751)
- 21 settembre - Ferdinand Tige, militare e politico ungherese († 1811)
- 22 settembre - Francisco Antonio de Lorenzana y Butrón, cardinale e arcivescovo cattolico spagnolo († 1804)
- 27 settembre - Samuel Adams, politico e filosofo statunitense († 1803)

### Ottobre
- 3 ottobre - Johann Heinrich Tischbein il Vecchio, pittore tedesco († 1789)
- 5 ottobre - Gregorio Sciroli, compositore italiano († 1781)
- 6 ottobre - Johann Trinius, teologo e filosofo tedesco († 1784)
- 22 ottobre - Giovanni Lercari, arcivescovo cattolico italiano († 1802)
- 29 ottobre - Celestino Cominale, medico e scienziato italiano († 1785)
- 31 ottobre - Ulrica Federica Guglielmina d'Assia-Kassel, nobildonna tedesca († 1787)

### Novembre
- 1º novembre - Giuseppe Cosserich Teodosio, vescovo cattolico dalmata († 1802)
- 1º novembre - Carlo Livizzani Forni, cardinale italiano († 1802)
- 11 novembre - Nicolas-Antoine Boulanger, ingegnere e filosofo francese († 1759)
- 16 novembre - Caterina Bresciani, attrice teatrale italiana († 1780)
- 19 novembre - Joseph Leopold Auenbrugger, medico austriaco († 1809)
- 20 novembre - Benedetto Andrea Doria, vescovo cattolico italiano († 1794)
- 22 novembre - Antoine-René de Voyer de Paulmy d'Argenson, politico e nobile francese († 1787)
- 22 novembre - Hryhorij Savyč Skovoroda, poeta e filosofo ucraino († 1794)
- 25 novembre - Heinrich Johann Nepomuk von Crantz, medico e botanico lussemburghese († 1799)

### Dicembre
- 1º dicembre - Anna Luise Karsch, poetessa tedesca († 1791)
- 15 dicembre - Giuseppe I di Schwarzenberg, nobile e politico boemo († 1782)
- 18 dicembre - Anna Karlovna Skavronskaja, nobildonna russa († 1776)
- 21 dicembre - Franz Anton von Raab, funzionario austriaco († 1783)
- 23 dicembre - Axel Fredrik Cronstedt, chimico e mineralogista svedese († 1765)
- 25 dicembre - Stanisław Lubomirski, politico e nobile polacco († 1782)
- 25 dicembre - Prithvi Narayan Shah, re nepalese († 1775)
- 27 dicembre - Vinzenz von Orsini-Rosenberg, nobile e politico austriaco († 1794)
- 28 dicembre - John Pitcairn, militare scozzese († 1775)
- 28 dicembre - Ernestina Albertina di Sassonia-Weimar, nobile tedesca († 1769)
- 30 dicembre - Charles Yorke, politico inglese († 1770)
- 31 dicembre - Sofia Carlotta di Schleswig-Holstein-Sonderburg-Beck, principessa tedesca († 1763)

### Senza giorno specificato
- Ahmad Shah Durrani, politico e generale afghano († 1772)
- Ahmad al-Jazzar Pascià, militare ottomano († 1804)
- Cosimo Amidei, giurista e filosofo italiano († 1784)
- Johann Ernst Bach, musicista tedesco († 1777)
- Thomas Barker, meteorologo e astronomo britannico († 1809)
- Gennaro Basile, pittore italiano († 1782)
- Petrus Camper, anatomista olandese († 1789)
- Antonio Cioci, pittore, incisore e decoratore italiano
- John Elphinstone, ammiraglio inglese († 1785)
- Domenico Ferrari, musicista italiano († 1780)
- Carlo Alfonso Guadagni, fisico italiano († 1801)
- John Home, drammaturgo scozzese († 1808)
- Thomas Leland, storico e traduttore irlandese († 1785)
- Flora MacDonald, patriota britannica († 1790)
- Paisij di Hilendar, presbitero, storico e scrittore bulgaro († 1773)
- Gian Carlo Pallavicino, doge († 1794)
- Francisco Palou, religioso e missionario spagnolo († 1789)
- Giovanni Domenico Porta, pittore italiano († 1780)
- Giuseppe Ignazio Pruchmayer, orafo italiano († 1796)
- Christopher Smart, poeta britannico († 1771)
- Sun Tong, insegnante cinese
- Michael Johann von Traubenberg, militare russo († 1772)
- Gaspare Traversi, pittore italiano († 1770)
- Païsij Velyčkovs'kyj, monaco cristiano ucraino († 1794)
- Giovanni Battista Visconti, archeologo italiano († 1784)
- François Véron Duverger de Forbonnais, economista francese († 1800)
- Andreas Weiß, organaro tedesco († 1807)
- Antonio Zatta, editore, cartografo e tipografo italiano († 1804)

## Morti

### Gennaio
- 4 gennaio - Girolamo Gigli, letterato e commediografo italiano (n. 1660)
- 7 gennaio - Antoine Coypel, pittore e decoratore francese (n. 1661)
- 12 gennaio - Maximilien Misson, scrittore e viaggiatore francese
- 20 gennaio - Charles Montagu, I duca di Manchester, politico inglese (n. 1656)
- 21 gennaio - Charles Paulet, II duca di Bolton, politico inglese (n. 1661)
- 21 gennaio - Felice Viali, botanico, letterato e abate italiano (n. 1637)
- 22 gennaio - Jacques Tarade, ingegnere francese (n. 1640)
- 23 gennaio - Henri de Boulainvilliers, storico e politologo francese (n. 1658)
- 24 gennaio - Filippo Hercolani, I principe Hercolani, nobile, politico e diplomatico italiano (n. 1663)
- 25 gennaio - Gioacchino Federico di Schleswig-Holstein-Sonderburg-Plön, principe danese (n. 1668)
- 29 gennaio - Carl Gustav Rehnskiöld, generale svedese (n. 1651)

### Febbraio
- 2 febbraio - Antonio Cordeiro, gesuita e storico portoghese (n. 1641)
- 5 febbraio - Éléonore d'Esmier d'Olbreuse, nobile francese (n. 1639)
- 8 febbraio - Charles Howard, VII conte di Suffolk, nobile e politico inglese (n. 1693)
- 10 febbraio - Bartholomew Roberts, pirata britannico (n. 1682)
- 13 febbraio - Federico Guglielmo Adolfo di Nassau-Siegen, principe tedesco (n. 1680)
- 24 febbraio - Eleonora d'Este, principessa e religiosa italiana (n. 1643)
- 28 febbraio - William Kerr, II marchese di Lothian, nobile e ufficiale scozzese (n. 1661)

### Marzo
- 1º marzo - Domenico Zauli, arcivescovo cattolico italiano (n. 1638)
- 11 marzo - John Toland, filosofo e scrittore irlandese (n. 1670)
- 31 marzo - Eberhard von Danckelmann, politico tedesco (n. 1643)

### Aprile
- 12 aprile - Antonio Zanchi, pittore italiano (n. 1631)
- 16 aprile - Johann Jacob Bach, musicista e compositore tedesco (n. 1682)
- 19 aprile - Charles Spencer, III conte di Sunderland, politico britannico (n. 1675)

### Maggio
- 4 maggio - Claude Gillot, pittore francese (n. 1673)
- 16 maggio - Cristina Guglielmina d'Assia-Homburg, nobildonna (n. 1653)
- 20 maggio - Sébastien Vaillant, botanico francese (n. 1669)

### Giugno
- 5 giugno - Johann Kuhnau, musicista e compositore tedesco (n. 1660)
- 9 giugno - Giovan Betto, architetto italiano (n. 1642)
- 10 giugno - Francesco Antonio Coratoli, pittore italiano (n. 1671)
- 11 giugno - Abraham van Calraet, pittore olandese (n. 1642)
- 16 giugno - John Churchill, I duca di Marlborough, generale e politico britannico (n. 1650)
- 16 giugno - Marc'Antonio Zondadari, militare italiano (n. 1658)
- 20 giugno - Christoph Dientzenhofer, architetto tedesco (n. 1655)
- 22 giugno - Maria Landini, soprano italiano
- 27 giugno - Charles César Baudelot de Dairval, antiquario francese (n. 1648)

### Luglio
- 7 luglio - Estienne Roger, editore e tipografo francese
- 16 luglio - Angela Maria Caterina d'Este, principessa italiana (n. 1656)
- 21 luglio - Giovanni Battista Rospigliosi, I principe Rospigliosi, nobile italiano (n. 1646)
- 23 luglio - Filippo Luzi, pittore italiano (n. 1665)

### Agosto
- 10 agosto - Edvige del Palatinato-Neuburg, principessa (n. 1673)
- 10 agosto - Giorgio Corner, cardinale e arcivescovo cattolico italiano (n. 1658)
- 10 agosto - Giovanni Battista Quadrio, architetto italiano (n. 1659)
- 12 agosto - Giovanni II Corner, doge (n. 1647)

### Settembre
- 9 settembre - Jean Mauger, medaglista francese (n. 1648)
- 11 settembre - Johann Michael Heineccius, teologo tedesco (n. 1674)
- 12 settembre - André Dacier, filologo, traduttore e scrittore francese (n. 1651)
- 27 settembre - Urbano Barberini, III principe di Palestrina, nobile italiano (n. 1664)

### Ottobre
- 13 ottobre - Filippo Tancredi, pittore italiano (n. 1655)
- 15 ottobre - Giorgio VI d'Imerezia, re
- 25 ottobre - Raymund Ferdinand von Rabatta, vescovo cattolico tedesco (n. 1669)
- 28 ottobre - Bartolomeo Dal Pozzo, storico italiano (n. 1637)

### Novembre
- 2 novembre - Davide II di Cachezia, re (n. 1679)
- 12 novembre - Adriaen van der Werff, pittore olandese (n. 1659)
- 21 novembre - Sebastiaen van Aken, pittore fiammingo (n. 1648)
- 24 novembre - Elizabeth Percy, baronessa Percy, nobile inglese (n. 1667)
- 24 novembre - Johann Adam Reincken, organista e compositore tedesco (n. 1643)

### Dicembre
- 5 dicembre - Marie Anne de La Trémoille, nobildonna francese (n. 1642)
- 8 dicembre - Elisabetta Carlotta del Palatinato, principessa tedesca (n. 1652)
- 14 dicembre - Elia XI, vescovo cristiano orientale siro
- 20 dicembre - Kangxi, imperatore cinese (n. 1654)
- 23 dicembre - Pierre Varignon, matematico e presbitero francese (n. 1654)
- 25 dicembre - Bernardo di Cariñena, arcivescovo cattolico spagnolo (n. 1655)

### Senza giorno specificato
- Giovanni Brunelli, pittore italiano
- Vincenzo Capece, arcivescovo cattolico italiano (n. 1664)
- Giuseppe Cino, architetto e scultore italiano (n. 1645)
- John Clipperton, corsaro statunitense (n. 1676)
- Mathieu de la Porte, matematico francese (n. 1660)
- Pëtr Alekseevič Golicyn, nobile russo (n. 1660)
- Carlo Francesco Agostino Malaspina, nobile italiano
- Giuseppe Natali, pittore italiano (n. 1652)
- Ignace Jacques Parrocel, pittore e incisore francese (n. 1667)
- Raffaele Riccobene, presbitero italiano
- Arnold de Ville, ingegnere e imprenditore francese (n. 1653)
- Charles de Ferriol, ambasciatore francese (n. 1652)
- Pasquale de Rossi, pittore italiano (n. 1641)

## Calendario
| Calendario 1722 | Calendario 1722 | Calendario 1722 | Calendario 1722 | Calendario 1722 | Calendario 1722 | Calendario 1722 | Calendario 1722 | Calendario 1722 | Calendario 1722 | Calendario 1722 | Calendario 1722 | Calendario 1722 | Calendario 1722 | Calendario 1722 | Calendario 1722 | Calendario 1722 | Calendario 1722 | Calendario 1722 | Calendario 1722 | Calendario 1722 | Calendario 1722 | Calendario 1722 | Calendario 1722 | Calendario 1722 | Calendario 1722 | Calendario 1722 | Calendario 1722 | Calendario 1722 | Calendario 1722 | Calendario 1722 | Calendario 1722 | Calendario 1722 |
| --------------- | --------------- | --------------- | --------------- | --------------- | --------------- | --------------- | --------------- | --------------- | --------------- | --------------- | --------------- | --------------- | --------------- | --------------- | --------------- | --------------- | --------------- | --------------- | --------------- | --------------- | --------------- | --------------- | --------------- | --------------- | --------------- | --------------- | --------------- | --------------- | --------------- | --------------- | --------------- | --------------- |
|                 | 1               | 2               | 3               | 4               | 5               | 6               | 7               | 8               | 9               | 10              | 11              | 12              | 13              | 14              | 15              | 16              | 17              | 18              | 19              | 20              | 21              | 22              | 23              | 24              | 25              | 26              | 27              | 28              | 29              | 30              | 31              |                 |
| Gennaio         | Gi              | Ve              | Sa              | Do              | Lu              | Ma              | Me              | Gi              | Ve              | Sa              | Do              | Lu              | Ma              | Me              | Gi              | Ve              | Sa              | Do              | Lu              | Ma              | Me              | Gi              | Ve              | Sa              | Do              | Lu              | Ma              | Me              | Gi              | Ve              | Sa              |                 |
| Febbraio        | Do              | Lu              | Ma              | Me              | Gi              | Ve              | Sa              | Do              | Lu              | Ma              | Me              | Gi              | Ve              | Sa              | Do              | Lu              | Ma              | Me              | Gi              | Ve              | Sa              | Do              | Lu              | Ma              | Me              | Gi              | Ve              | Sa              |                 |                 |                 |                 |
| Marzo           | Do              | Lu              | Ma              | Me              | Gi              | Ve              | Sa              | Do              | Lu              | Ma              | Me              | Gi              | Ve              | Sa              | Do              | Lu              | Ma              | Me              | Gi              | Ve              | Sa              | Do              | Lu              | Ma              | Me              | Gi              | Ve              | Sa              | Do              | Lu              | Ma              |                 |
| Aprile          | Me              | Gi              | Ve              | Sa              | Do              | Lu              | Ma              | Me              | Gi              | Ve              | Sa              | Do              | Lu              | Ma              | Me              | Gi              | Ve              | Sa              | Do              | Lu              | Ma              | Me              | Gi              | Ve              | Sa              | Do              | Lu              | Ma              | Me              | Gi              |                 |                 |
| Maggio          | Ve              | Sa              | Do              | Lu              | Ma              | Me              | Gi              | Ve              | Sa              | Do              | Lu              | Ma              | Me              | Gi              | Ve              | Sa              | Do              | Lu              | Ma              | Me              | Gi              | Ve              | Sa              | Do              | Lu              | Ma              | Me              | Gi              | Ve              | Sa              | Do              |                 |
| Giugno          | Lu              | Ma              | Me              | Gi              | Ve              | Sa              | Do              | Lu              | Ma              | Me              | Gi              | Ve              | Sa              | Do              | Lu              | Ma              | Me              | Gi              | Ve              | Sa              | Do              | Lu              | Ma              | Me              | Gi              | Ve              | Sa              | Do              | Lu              | Ma              |                 |                 |
| Luglio          | Me              | Gi              | Ve              | Sa              | Do              | Lu              | Ma              | Me              | Gi              | Ve              | Sa              | Do              | Lu              | Ma              | Me              | Gi              | Ve              | Sa              | Do              | Lu              | Ma              | Me              | Gi              | Ve              | Sa              | Do              | Lu              | Ma              | Me              | Gi              | Ve              |                 |
| Agosto          | Sa              | Do              | Lu              | Ma              | Me              | Gi              | Ve              | Sa              | Do              | Lu              | Ma              | Me              | Gi              | Ve              | Sa              | Do              | Lu              | Ma              | Me              | Gi              | Ve              | Sa              | Do              | Lu              | Ma              | Me              | Gi              | Ve              | Sa              | Do              | Lu              |                 |
| Settembre       | Ma              | Me              | Gi              | Ve              | Sa              | Do              | Lu              | Ma              | Me              | Gi              | Ve              | Sa              | Do              | Lu              | Ma              | Me              | Gi              | Ve              | Sa              | Do              | Lu              | Ma              | Me              | Gi              | Ve              | Sa              | Do              | Lu              | Ma              | Me              |                 |                 |
| Ottobre         | Gi              | Ve              | Sa              | Do              | Lu              | Ma              | Me              | Gi              | Ve              | Sa              | Do              | Lu              | Ma              | Me              | Gi              | Ve              | Sa              | Do              | Lu              | Ma              | Me              | Gi              | Ve              | Sa              | Do              | Lu              | Ma              | Me              | Gi              | Ve              | Sa              |                 |
| Novembre        | Do              | Lu              | Ma              | Me              | Gi              | Ve              | Sa              | Do              | Lu              | Ma              | Me              | Gi              | Ve              | Sa              | Do              | Lu              | Ma              | Me              | Gi              | Ve              | Sa              | Do              | Lu              | Ma              | Me              | Gi              | Ve              | Sa              | Do              | Lu              |                 |                 |
| Dicembre        | Ma              | Me              | Gi              | Ve              | Sa              | Do              | Lu              | Ma              | Me              | Gi              | Ve              | Sa              | Do              | Lu              | Ma              | Me              | Gi              | Ve              | Sa              | Do              | Lu              | Ma              | Me              | Gi              | Ve              | Sa              | Do              | Lu              | Ma              | Me              | Gi              |                 |